# Westfalenpokal 2015/16
Der Westfalenpokal 2015/16 (offiziell Krombacher-Westfalenpokal 2015/16) war die 35. Austragung des Fußballpokalwettbewerbs der Herren für den Bereich des Fußball- und Leichtathletikverband Westfalen. Am Wettbewerb nahmen insgesamt 64 Vereine teil. Sieger des Turniers wurde der Regionalist SG Wattenscheid 09.
Ab dieser Saison qualifizierte sich nur noch der Titelgewinner für den DFB-Pokal 2016/17. Der zweite westfälische Startplatz wurde in einem Spiel zwischen dem Meister der Oberliga Westfalen und dem besten westfälischen Regionalisten bestimmt. Dieses gewann am 5. Juni 2016 der Regionalligameister Sportfreunde Lotte gegen die Sportfreunde Siegen mit 2:0. Beide Teams traten bereits im Achtelfinale aufeinander.

## Qualifikation
Der Drittligist SC Preußen Münster und die sechs westfälischen Regionalligisten der Vorsaison (SC Verl, SC Wiedenbrück, Sportfreunde Lotte, Sportfreunde Siegen, SG Wattenscheid 09 und SV Rödinghausen) waren direkt für das Turnier qualifiziert. Darüber hinaus qualifizierten sich die ersten sechs Mannschaften der Oberliga und die Meister der beiden Westfalenliga, der vier Landesligen und der zwölf Bezirksligen. Die restlichen 33 Plätzen gingen an die 30 Kreispokalsieger und drei Finalisten.

## 1. Runde
| Datum |                               | Ergebnis   |                                |
| --- | ----------------------------- | ---------- | ------------------------------ |
| 07.08.2015 | VfL Holsen (KP1)              | 4:2        | Freie Turnschaft Dützen (KP)   |
| 07.08.2015 | Preußen Münster (3L)          | 8:0        | SV Eidinghausen (BL)           |
| 07.08.2015 | SV Rothemühle (KP)            | 0:10       | SG Wattenscheid 09 (RL)        |
| 08.08.2015 | TSV Rüthen (KP2)              | 0:5        | SV Lippstadt 08 (OL)           |
| 08.08.2015 | SV Hilbeck (KP)               | 0:1        | SuS Neuenkirchen (KP)          |
| 08.08.2015 | SC Hassel (KP)                | 3:2        | SpVg Olpe (LL)                 |
| 09.08.2015 | SuS Bad Westernkotten (BL)    | 5:4 n. E.  | SC Peckeloh (KP)               |
| 09.08.2015 | TBV Lemgo (KP)                | 4:1        | DJK Wacker Mecklenbeck (KP-23) |
| 09.08.2015 | Ibbenbürener Spvg (KP4)       | 3:0        | BC Eslohe (BL)                 |
| 09.08.2015 | 1. FC Gievenbeck (KP)         | 5:6 n. E.  | SV Spexard (LL)                |
| 09.08.2015 | Spvg Brakel (KP)              | 2:0        | BV Bad Lippspringe (BL)        |
| 09.08.2015 | FC Arpe-Wormbach (KP)         | 1:2        | VfB Schloß Holte (BL)          |
| 09.08.2015 | SuS Langscheid/Enkhausen (KP) | 3:2        | Eintracht Jerxen-Orbke (KP)    |
| 09.08.2015 | Rot-Weiß Mastholte (KP)       | 0:1 n. V.  | SC Roland Beckum (OL)          |
| 09.08.2015 | Preußen Lengerich (BL)        | 1:3        | Delbrücker SC (KP)             |
| 09.08.2015 | Sportfreunde Siegen (RL)      | 2:0        | Westfalia Rhynern (OL)         |
| 09.08.2015 | DJK TuS Hordel (KP5)          | 2:1        | SV Schermbeck (WL)             |
| 09.08.2015 | SV Herbern (KP)               | 2:3 n. V.  | SV Brackel 06 (LL)             |
| 09.08.2015 | SV Sodingen (KP)              | 2:0        | TuS 05 Sinsen (KP-26)          |
| 09.08.2015 | FSV Werdohl (KP)              | 4:1        | ASC 09 Dortmund (KP-2)         |
| 09.08.2015 | FC Wetter (BL)                | 10:9 n. E. | FC Altenhof (BL)               |
| 09.08.2015 | SV Arminia Marten (BL)        | 1:0        | Westfalia Gemen (BL)           |
| 09.08.2015 | Hasper SV (KP)                | 0:3        | TSV Marl-Hüls (WL)             |
| 09.08.2015 | Concordia Wiemelhausen (BL)   | 4:1        | TuS Haltern (KP5)              |
| 09.08.2015 | YEG Hassel (LL)               | 2:0 n. V.  | SpVgg Erkenschwick (OL)        |
| 09.08.2015 | BV Westfalia Wickede (KP)     | 1:0        | SuS Stadtlohn (KP)             |
| 09.08.2015 | Aramäer Ahlen (KP7)           | 1:4        | Hammer SpVg (KP)               |
| 11.08.2015 | CSV SF Bochum-Linden (KP-25)  | 0:1        | TuS Erndtebrück (OL)           |
| 12.08.2015 | TuS Dielingen (KP)            | 0:6        | SC Wiedenbrück (RL)            |
| 13.08.2015 | VfL Kemminghausen (BL)        | 0:4        | Rot Weiss Ahlen (OL)           |
| 27.08.2015 | BSV Menden (KP)               | 0:3        | SC Verl (RL)                   |
| 08.08.2015 | Sportfreunde Lotte (RL)       | 1:0 n. V.  | SV Rödinghausen (RL)           |
| qualifiziert durch: 3L = 3. Liga • RL = Regionalliga • OL = Oberliga • WL = Westfalenligameister • LL = Landesligameister • BL = Bezirksligameister • KP = Kreispokalsieger • KP-2 Kreispokalfinalist |                               |            |                                |

1der Kreispokalsieger von Herford, SV Rödinghausen, qualifizierte sich bereits über das Ligasystem. VfL Holsen rückte als Finalist nach.
2der Kreispokalsieger von Lippstadt, SV Lippstadt 08, qualifizierte sich bereits über das Ligasystem. TSV Rüthen rückte als Finalist nach.
3der Kreispokalsieger von Siegen, TuS Erndtebrück, qualifizierte sich bereits über das Ligasystem. Anstelle des Finalisten Sportfreunde Birkelbach durfte der Kreis Münster einen zweiten Teilnehmer entsenden.
4der Kreispokalsieger von Tecklenburg, Preußen Lengerich, qualifizierte sich bereits über das Ligasystem. Die Ibbenbürener SpVgg rückte als Finalist nach.
5der Kreispokalsieger von Bochum, Concordia Wiemelhausen, war bereits über die Liga qualifiziert, wodurch Finalist DJK TuS Hordel nachrückte. Als einer der größten Kreisverbände durfte der Kreis Bochum mit CSV SF Bochum-Linden einen weiteren Teilnehmer entsenden.
6für den Kreis Recklinghausen qualifizierte sich der Kreispokal-Halbfinalist TuS Haltern, da die anderen Halbfinalisten (TSV Marl-Hüls, SpVgg Erkenschwick und SV Schermbeck) bereits über die Ligen qualifiziert waren. Als zweiten Teilnehmer bestimmte der Verband TuS 05 Sinsen.
7für den Kreis Beckum qualifizierte sich der Kreispokaldritte Aramäer Ahlen, da sowohl der Kreispokalsieger (Rot Weiss Ahlen), als auch der Finalist (Roland Beckum) bereits über die Ligen qualifiziert waren.

## 2. Runde
| Datum      |                        | Ergebnis  |                          |
| ---------- | ---------------------- | --------- | ------------------------ |
| 23.09.2015 | VfB Schloß Holte       | 1:3       | SV Lippstadt 08          |
| 07.10.2015 | SV Sodingen            | 2:4       | Sportfreunde Siegen      |
| 08.10.2015 | SuS Bad Westernkotten  | 1:2       | SC Wiedenbrück           |
| 08.10.2015 | TBV Lemgo              | 5:1       | SuS Langscheid/Enkhausen |
| 08.10.2015 | Ibbenbürener SpVgg     | 1:3       | SV Spexard               |
| 08.10.2015 | SpVg Brakel            | 2:1       | VfL Holsen               |
| 08.10.2015 | Roland Beckum          | 1:2       | SC Verl                  |
| 08.10.2015 | Delbrücker SC          | 4:1       | SuS Neuenkirchen         |
| 08.10.2015 | TuS Erndtebrück        | 0:1       | SG Wattenscheid 09       |
| 08.10.2015 | SV Brackel             | 1:2       | Hammer SpVg              |
| 08.10.2015 | FSV Werdohl            | 2:0       | BV Westfalia Wickede     |
| 08.10.2015 | FC Wetter              | 3:2       | TSV Marl-Hüls            |
| 08.10.2015 | SV Arminia Marten      | 0:2       | YEG Hassel               |
| 08.10.2015 | Concordia Wiemelhausen | 5:6 n. E. | Rot-Weiß Ahlen           |
| 08.10.2015 | SC Hassel              | 2:1       | DJK TuS Hordel           |
| 10.10.2015 | Sportfreunde Lotte     | 3:1       | Preußen Münster          |

## Achtelfinale
| Datum      |                     | Ergebnis |                    |
| ---------- | ------------------- | -------- | ------------------ |
| 21.11.2015 | TBV Lemgo           | 0:3      | SG Wattenscheid 09 |
| 21.11.2015 | SpVg Brakel         | 1:4      | Rot Weiss Ahlen    |
| 21.11.2015 | FSV Werdohl         | 1:3      | SV Lippstadt 08    |
| 21.11.2015 | FC Wetter           | 1:2      | Delbrücker SC      |
| 21.11.2015 | Hammer SpVg         | 2:3      | SC Verl            |
| 21.11.2015 | SC Hassel           | 3:2      | YEG Hassel         |
| 21.11.2015 | SV Spexard          | 1:2      | SC Wiedenbrück     |
| 21.11.2015 | Sportfreunde Siegen | 3:5      | Sportfreunde Lotte |

## Viertelfinale
| Datum      |                    | Ergebnis   |                    |
| ---------- | ------------------ | ---------- | ------------------ |
| 23.02.2016 | SV Lippstadt 08    | 10:9 n. E. | Sportfreunde Lotte |
| 23.02.2016 | SG Wattenscheid 09 | 2:1        | SC Hassel          |
| 24.02.2016 | Delbrücker SC      | 1:0        | SC Verl            |
| 08.03.2016 | Rot Weiss Ahlen    | 2:1 n. V.  | SC Wiedenbrück     |

## Halbfinale
| Datum      |                    | Ergebnis  |                 |
| ---------- | ------------------ | --------- | --------------- |
| 13.04.2016 | SG Wattenscheid 09 | 3:2 n. E. | Delbrücker SC   |
| 20.04.2016 | Rot Weiss Ahlen    | 1:0 n. V. | SV Lippstadt 08 |

## Finale
| Rot Weiss Ahlen                      | Rot Weiss Ahlen | SG Wattenscheid | SG Wattenscheid |
| ------------------------------------ | --- | --- | --------------- |
| Rot Weiss Ahlen                      | \| 28. Mai 2016 in Ahlen (Wersestadion) \| \| Ergebnis: 0:3 (0:2) \| \| Zuschauer: 3.008 \| | \| 28. Mai 2016 in Ahlen (Wersestadion) \| \| Ergebnis: 0:3 (0:2) \| \| Zuschauer: 3.008 \| | SG Wattenscheid |
| Rot Weiss Ahlen                      | Sören Stauder – Christopher Heermann, Cihan Yilmaz, Aygün Yildirim, Maximilian Dahlhoff, Gianluca Marzullo (59. Damir Ivancicevic), Rouven Meschede (69. Julius Richter), Michael Wiese, Marco Fiore, Julian Wolff, Ihab Darwische (84. Rene Lindner) Cheftrainer: Andre Kruphölter | Edin Sancaktar – Nico Buckmaier, Koray Kacinoglu, Mario Klinger, Adrian Schneider, Eren Taskin (85. Berkant Canbulut), Jan-Steffen Meier, Christopher Braun, Necirwan Khalil Mohammed (79. Demir Turnbul), Güngör Kaya (89. Felix Clever), Manuel Glowacz Cheftrainer: Farat Toku | SG Wattenscheid |
| Rot Weiss Ahlen                      | 0:1 Güngör Kaya (7.) 0:2 Jan-Steffen Meier (21.) 0:3 Mrio Klinger (90.+1) | | SG Wattenscheid |
| 28. Mai 2016 in Ahlen (Wersestadion) | | |                 |
| Ergebnis: 0:3 (0:2)                  | | |                 |
| Zuschauer: 3.008                     | | |                 |